# Heahmund
Heahmund, en latín: Heamundus fue un obispo medieval de Sherborne. Fue consagrado en 867 o 868. Murió en marzo de 871 en la batalla de Marton.

## En la cultura popular
Jonathan Rhys-Meyers interpreta el papel de obispo Heahmund en la serie Vikingos.